# 篓筐老城

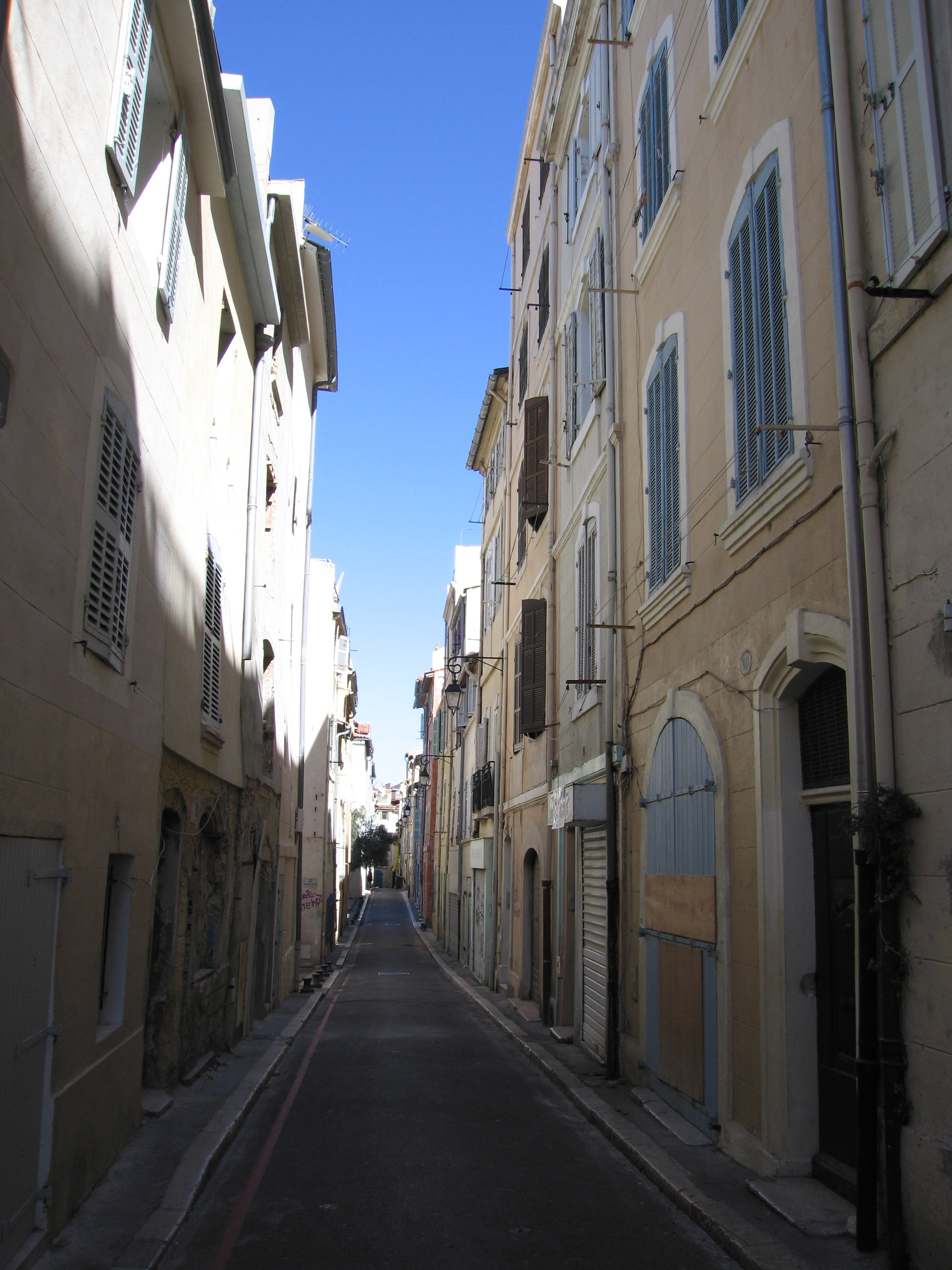
篓筐老城

篓筐老城（法语：Le Panier） 是法国马赛第二区的一个区域，包括三个正式的街区（quartier）：市政厅（Hôtel de Ville）、大加尔默罗（Grands Carmes）和若利耶特（Joliette）。
篓筐老城是马赛最古老的一片城区，是古希腊殖民地的遗迹。其狭窄的街道，丰富多彩的建筑立面。颇具地中海风格。 
篓筐老城的位置三面环海，南面是马赛老港，西北面从圣让堡沿若利耶特滨海路延伸。从公元前6世纪直到17世纪路易十四下令扩建城市之前，马赛市区主要局限于此区。
二战期间，该区黑暗的小胡同和角落，构成了法国抵抗力量的藏身之处。1943年1月22日至24日，纳粹驱逐了30000人，成千上万的人被逮捕，送往集中营。1500幢房子被炸毁，大部分成为废墟。 
战后，原来已破败的篓筐老城，逐渐积聚了艺术家。并有高档化趋势。 
篓筐老城狭窄的街巷，吸引游客步行游览：Lenche广场、圣老楞佐教堂、圣让堡、Accoules圣母教堂、达维埃尔公馆、老济贫院（地中海考古博物馆，非洲，太平洋岛屿，土著美洲人艺术博物馆）等。 
篓筐老城的小巷也常出现在电影和电视连续剧中。 